# Landscheid
Pour l’article homonyme, voir Landscheid (Rhénanie-Palatinat).
Landscheid (luxembourgeois: Laaschent) est une section de la commune luxembourgeoise de Tandel située dans le canton de Vianden.